# Niphargopsis trispinosus
Niphargopsis trispinosus is een vlokreeftensoort uit de familie van de Niphargidae. De wetenschappelijke naam van de soort is voor het eerst geldig gepubliceerd in 1959 door Dancau & Capuse.